# Pristicerops bakeri
Pristicerops bakeri là một loài tò vò trong họ Ichneumonidae.